# Transliterare
Pentru transliterarea la Wikipedia vezi pagina Wikipedia:Transliterare.
Transliterarea este reprezentarea caracterelor unui sistem de scriere alfabetic sau silabic în caracterele sistemului de scriere în care se face conversia. Ea se face în principiu caracter cu caracter și redă grafia (nu pronunțarea) cuvintelor. Se utilizează în actele notariale, de stare civilă etc., în comunicațiile poștale, precum și în lucrări de istorie, geografie, cartografie, bibliografie, lingvistică ș.a.
Transliterarea se face după sistemele oficiale ale limbilor supuse transliterării sau după norme naționale sau internaționale de conversie. Ea nu depinde de normele ortografice ale limbii în care se transliterează. 
Standardele internaționale pentru conversia sistemelor de scriere urmăresc asigurarea unui sistem de convertire riguros, univoc și complet reversibil, fără ambiguități. Ele trebuie să permită schimbul internațional de informații prin comunicarea cu mijloace manuale, mecanice sau electronice a mesajelor scrise între oameni sau mașini, care să le poată transmite și reconstitui automat. Din acest motiv se face abstracție de considerente fonetice sau estetice și de uzanțele naționale. Reprezentările rezultate exclusiv în baza transliterării nu pot fi pronunțate mereu exact conform uzanțelor fonetice ale limbii supuse conversiei. Totuși, cititorul care cunoaște limba convertită poate reconstitui în mod neechivoc grafia și, în anumite limite, pronunția originală.
Transliterarea face obiectul tradiției și convențiilor locale. De exemplu, în tradiția limbii române litera chirilică х se transliterează prin litera latină h, dar în tradiția țărilor anglofone aceeași literă se transliterează prin digrama kh. Astfel, în română toponimul Сахалин se transliterează Sahalin, iar în engleză Sakhalin. De asemenea, limba română redă ش arab, שׁ ebraic sau ш chirilic prin "ș", astfel că denumiri precum precum שבועות ,مراكش sau Шумeн, se transcriu respectiv în litere latine prin Șauia, Șavuot sau Șumen, pe când în țările anglofone sau francofone apar sub forme cu digrame: Shawia, Shavuot sau Shumen în engleză, Chaouia, Chavouot sau Choumen în franceză. Desigur, în limba română, este preferabilă folosirea transliterării românești. Când este vorba, în schimb, de nume proprii străine deja scrise în litere latine în limbile țărilor respective, nume care așadar nu necesită să fie transliterate, tradiția este preluarea lor ca atare: Ouagadougou, Saskatchewan, Szczecin, cu indicarea pronunțării transcrisă între paranteze (Oagadugu, Sascatceoan, Șcețin). Aceste tradiții au fost în general respectate în cărțile și publicațiile apărute în România până la începutul deceniului 1980.
Cazuri particulare sunt:
- cele ale limbilor asiatice precum chineza, japoneza, coreeana sau limbile peninsulei indiene, pentru care se folosesc, atât în română cât și în majoritatea limbilor folosind scrierea romanică, sisteme de transliterare specifice (de exemplu sistemul Pinyin pentru chineză);
- cel simplificat al limbii bulgare;
- cele două sisteme de transliterare folosite de-o parte și de alta a Prutului pentru denumirile, toponimele și patronimele din limbile rusă sau ucraineană: К, Ы, și Я se transliterează în România prin K, Â și IA, iar în Republica Moldova prin C (CH înainte de E sau I), Î și EA.

Transliterarea și transcrierea se aseamănă, dar nu se confundă. Prin transcriere se reprezintă sunetele vorbirii într-un anumit sistem de scriere, fără a ține seama de modul de notare a sunetelor în sistemul de scriere propriu al limbii respective, deci transcrierea este mai degrabă o metodă de notare fonetică (este metoda cea mai folosită în limbile folosind alfabetul chirilic). Transliterarea în schimb face conversia unui sistem de scriere în altul, nefiind condiționată de aspectul fonetic.